# Eriocaulon megapotamicum
Eriocaulon megapotamicum är en gräsväxtart som beskrevs av Gustaf Oskar Andersson Malme. Eriocaulon megapotamicum ingår i släktet Eriocaulon och familjen Eriocaulaceae. Inga underarter finns listade i Catalogue of Life.